# 7699 Božek
7699 Božek là một tiểu hành tinh vành đai chính với chu kỳ quỹ đạo là 1351.2891636 ngày (3.70 năm).
Nó được phát hiện ngày 2 tháng 2 năm 1989.